# Замок Скетрік
Замок Скетрік (англ. Sketrick Castle) — один із замків Ірландії, розташований в графстві Даун, Північна Ірландія. Замок розташований на острові, неподалік від місцевості під назвою Скетрік Вайтрок (Біла Скеля). Замок побудували в ХІІ столітті після англо-норманського завоювання Ірландії. Нині замок є пам'яткою історії та архітектури і охороняється законом.

## Історія замку Скетрік
Побудова замку датується ХІІ століттям — англо-норманські феодали після завоювання Ірландії у 1172 році потребували замків для захисту завойованих земель від ірландських кланів. У XIV столітті замок Скетрік придбав норманський феодал Роберт Саваж. Замок Скетрік згадується в ірландському літописі «Аннали Чотирьох Майстрів». Там є запис, що в 1470 році замок Скетрік захопило військо ірландського ватажка і вождя клану О'Ніла за допомогою іншого ірландського ватажка — МакКвіллана. Ірландські загони взяли замок штурмом. Замком після цього довгий час володів ірландський клан МакКвіллан. Потім, після остаточного захоплення Ірландії Англією, замок довгий час стояв пусткою, поступово руйнувався часом і стихією, поки шторм і ураган 1896 року сильно поруйнував замок, перетворивши його в повні руїни.

## Особливості архітектури
Замок Скетрік в давнину був висотою 57 футів, довжиною 51 футів, шириною 27 футів в ширину, чотири поверхи висотою. В замок був захід човнами з затоки та кам'яний підземний хід, який було виявлено в 1957 році. Було чотири камери на рівні землі, зала в центрі замку, каміни, печі. Було в замку і джерело питної води. Нині замок в руїнах, збереглась лише частина стін.